# Temporada 2000 del Campeonato Mundial de Rally
La temporada 2000 fue la edición 28º del Campeonato Mundial de Rally. Comenzó el 21 de enero con el Rally de Montecarlo y finalizó el 26 de noviembre en el Rally de Gran Bretaña.

## Calendario
| Ronda | Fecha                         | Rally                  |
| ----- | ----------------------------- | ---------------------- |
| 1     | 21-23 de enero                | Rally de Montecarlo    |
| 2     | 11-13 de febrero              | Rally de Suecia        |
| 3     | 25-27 de febrero              | Rally Safari           |
| 4     | 16-19 de marzo                | Rally de Portugal      |
| 5     | 31 de marzo-2 de abril        | Rally Cataluña         |
| 6     | 11-14 de mayo                 | Rally de Argentina     |
| 7     | 9-11 de junio                 | Rally Acrópolis        |
| 8     | 13-16 de julio                | Rally de Nueva Zelanda |
| 9     | 18-20 de agosto               | Rally de Finlandia     |
| 10    | 8-10 de septiembre            | Rally de Chipre        |
| 11    | 29 de septiembre-1 de octubre | Rally de Córcega       |
| 12    | 20-22 de octubre              | Rally de San Remo      |
| 13    | 9-12 de noviembre             | Rally de Australia     |
| 14    | 23-26 de noviembre            | Rally de Gran Bretaña  |

- Referencias[1]

## Equipos
| Equipo                       | Constructor | Vehículo      | Neumático | N.º | Piloto             | Rondas                |
| ---------------------------- | ----------- | ------------- | --------- | --- | ------------------ | --------------------- |
| Marlboro Mitsubishi Ralliart | Mitsubishi  | Lancer Evo VI | Michelin  | 1   | Tommi Mäkinen      | 1-14                  |
| Marlboro Mitsubishi Ralliart | Mitsubishi  | Lancer Evo VI | Michelin  | 2   | Freddy Loix        | 1-14                  |
| Subaru World Rally Team      | Subaru      | Impreza WRC   | Pirelli   | 3   | Richard Burns      | 1-14                  |
| Subaru World Rally Team      | Subaru      | Impreza WRC   | Pirelli   | 4   | Juha Kankkunen     | 1-10, 13-14           |
| Subaru World Rally Team      | Subaru      | Impreza WRC   | Pirelli   | 4   | Simon Jean-Joseph  | 11-12                 |
| Subaru World Rally Team      | Subaru      | Impreza WRC   | Pirelli   | 16  | Petter Solberg     | 11-14                 |
| Subaru World Rally Team      | Subaru      | Impreza WRC   | Pirelli   | 18  | Markko Martin      | 13                    |
| Ford Motor Co                | Ford        | Focus WRC     | Michelin  | 5   | Colin McRae        | 1-14                  |
| Ford Motor Co                | Ford        | Focus WRC     | Michelin  | 6   | Carlos Sainz       | 1-14                  |
| Ford Motor Co                | Ford        | Focus WRC     | Michelin  | 16  | Petter Solberg     | 3-4, 6-9              |
| Ford Motor Co                | Ford        | Focus WRC     | Michelin  | 16  | Piero Liatti       | 11-12                 |
| SEAT Sport                   | SEAT        | Córdoba WRC   | Pirelli   | 7   | Didier Auriol      | 1-14                  |
| SEAT Sport                   | SEAT        | Córdoba WRC   | Pirelli   | 8   | Toni Gardemeister  | 1-14                  |
| SEAT Sport                   | SEAT        | Córdoba WRC   | Pirelli   | 17  | Harri Rovanpera    | 2, 14                 |
| Peugeot Esso                 | Peugeot     | 206 WRC       | Michelin  | 9   | François Delecour  | 1-2, 4-8, 10-14       |
| Peugeot Esso                 | Peugeot     | 206 WRC       | Michelin  | 9   | Gilles Panizzi     | 3                     |
| Peugeot Esso                 | Peugeot     | 206 WRC       | Michelin  | 9   | Sebastian Lindholm | 9                     |
| Peugeot Esso                 | Peugeot     | 206 WRC       | Michelin  | 10  | Gilles Panizzi     | 1, 5, 11-12           |
| Peugeot Esso                 | Peugeot     | 206 WRC       | Michelin  | 10  | Marcus Grönholm    | 2-4, 6-10, 13-14      |
| Peugeot Esso                 | Peugeot     | 206 WRC       | Michelin  | 16  | Marcus Grönholm    | 1, 5, 11-12           |
| Peugeot Esso                 | Peugeot     | 206 WRC       | Michelin  | 16  | Gilles Panizzi     | 13-14                 |
| Peugeot Esso                 | Peugeot     | 206 WRC       | Michelin  | 18  | François Delecour  | 9                     |
| Škoda Motorsport             | Škoda       | Octavia WRC   | Michelin  | 11  | Armin Schwarz      | 1, 3-5, 7, 10, 12, 14 |
| Škoda Motorsport             | Škoda       | Octavia WRC   | Michelin  | 12  | Luis Climent       | 1, 3-5, 7, 10, 12, 14 |
| Hyundai World Rally Team     | Hyundai     | Accent WRC    | Michelin  | 14  | Kenneth Eriksson   | 2, 4-9, 11-14         |
| Hyundai World Rally Team     | Hyundai     | Accent WRC    | Michelin  | 15  | Alister McRae      | 2, 4-9, 11-14         |
| Hyundai World Rally Team     | Hyundai     | Accent WRC    | Michelin  | 20  | Michael Guest      | 9, 12-13              |

- Referencias[2]

## Resultados

### Campeonato de Pilotos
| Pos. | Piloto             | MON | SWE | KEN | POR | ESP | ARG | GRC | NZL | FIN | CYP | FRA | ITA | AUS | GBR | Pts |
| ---- | ------------------ | --- | --- | --- | --- | --- | --- | --- | --- | --- | --- | --- | --- | --- | --- | --- |
| 1    | Marcus Grönholm    | Ret | 1   | Ret | 2   | 5   | 2   | Ret | 1   | 1   | Ret | 5   | 4   | 1   | 2   | 65  |
| 2    | Richard Burns      | Ret | 5   | 1   | 1   | 2   | 1   | Ret | Ret | Ret | 4   | 4   | Ret | 2   | 1   | 60  |
| 3    | Carlos Sainz       | 2   | Ret | 4   | 3   | 3   | Ret | 2   | 3   | 14  | 1   | 3   | 5   | DSQ | 4   | 46  |
| 4    | Colin McRae        | Ret | 3   | Ret | Ret | 1   | Ret | 1   | 2   | 2   | 2   | Ret | 6   | Ret | Ret | 43  |
| 5    | Tommi Mäkinen      | 1   | 2   | Ret | Ret | 4   | 3   | Ret | Ret | 4   | 5   | Ret | 3   | DSQ | 3   | 36  |
| 6    | François Delecour  | Ret | 7   |     | 5   | 7   | 13  | 9   | Ret | 6   | 3   | 2   | 2   | 3   | 6   | 24  |
| 7    | Gilles Panizzi     | Ret |     | Ret |     | 6   |     |     |     |     |     | 1   | 1   | Ret | 8   | 21  |
| 8    | Juha Kankkunen     | 3   | 6   | 2   | Ret | Ret | 4   | 3   | Ret | 8   | 7   |     |     | Ret | 5   | 20  |
| 9    | Harri Rovanperä    |     | 12  |     | 4   |     |     |     |     | 3   |     |     |     |     | 10  | 7   |
| 10   | Petter Solberg     |     |     | 5   | Ret |     | 6   | Ret | 4   | Ret |     | Ret | 9   | Ret | Ret | 6   |
| 11   | Kenneth Eriksson   |     | 13  |     | Ret | 23  | 8   | Ret | 5   | 15  |     | Ret | 45  | 4   | Ret | 5   |
| 12   | Didier Auriol      | Ret | 10  | 3   | 10  | 13  | Ret | Ret | Ret | 11  | Ret | 8   | 17  | 8   | 9   | 4   |
| 12   | Toshi Arai         |     |     | 6   |     | 16  |     | 4   | Ret |     | 9   |     |     | 13  | Ret | 4   |
| 12   | Toni Gardemeister  | 4   | Ret | Ret | 9   | Ret | Ret | Ret | Ret | Ret | Ret | 11  | Ret | 6   | 12  | 4   |
| 12   | Freddy Loix        | 6   | 8   | Ret | 6   | 8   | 5   | Ret | Ret | Ret | 8   | Ret | 8   | Ret | Ret | 4   |
| 16   | Thomas Rådström    |     | 4   |     | Ret |     |     |     |     |     |     |     |     |     |     | 3   |
| 17   | Bruno Thiry        | 5   |     |     |     |     |     |     |     |     |     |     |     |     |     | 2   |
| 17   | Armin Schwarz      | 7   |     | 7   | 8   | 11  |     | 5   |     |     | Ret |     | 12  |     | 13  | 2   |
| 17   | Sebastian Lindholm |     |     |     |     |     |     |     |     | 5   |     |     |     |     |     | 2   |
| 17   | Tapio Laukkanen    |     |     |     |     |     |     |     |     | Ret |     |     |     | 5   | Ret | 2   |
| 21   | Abdullah Bakhashab |     | 27  |     | Ret | 15  |     | 6   |     | 28  | Ret |     | 44  |     |     | 1   |
| 21   | Possum Bourne      |     |     |     |     |     |     |     | 6   |     |     |     |     | 7   |     | 1   |
| 21   | Markko Märtin      |     | 9   |     | 7   | 10  |     | Ret |     | 10  | 6   |     | Ret | Ret | 7   | 1   |
| 21   | Piero Liatti       |     |     |     |     |     |     |     |     |     |     | 6   | Ret |     |     | 1   |
| Pos  | Driver             | MON | SWE | KEN | POR | ESP | ARG | GRC | NZL | FIN | CYP | FRA | ITA | AUS | GBR | Pts |

- Referencias[3]

### Campeonato de Constructores
| Pos. | Equipo     | Rally | Rally | Rally | Rally | Rally | Rally | Rally | Rally | Rally | Rally | Rally | Rally | Rally | Rally | Total puntos |
| Pos. | Equipo     | MON   | SWE   | KEN   | POR   | ESP   | ARG   | GRC   | NZL   | FIN   | CYP   | FRA   | ITA   | AUS   | GBR   | Total puntos |
| ---- | ---------- | ----- | ----- | ----- | ----- | ----- | ----- | ----- | ----- | ----- | ----- | ----- | ----- | ----- | ----- | ------------ |
| 1    | Peugeot    | 0     | 11    | 0     | 9     | 3     | 6     | 2     | 10    | 13    | 4     | 16    | 16    | 14    | 7     | 111          |
| 2    | Ford       | 6     | 4     | 3     | 4     | 14    | 0     | 16    | 10    | 6     | 16    | 4     | 5     | 0     | 3     | 91           |
| 3    | Subaru     | 4     | 5     | 16    | 10    | 6     | 13    | 4     | 0     | 2     | 4     | 5     | 1     | 6     | 12    | 88           |
| 4    | Mitsubishi | 12    | 6     | 0     | 2     | 3     | 6     | 0     | 0     | 4     | 2     | 0     | 4     | 0     | 4     | 43           |
| 5    | SEAT       | 3     | 0     | 4     | 0     | 0     | 0     | 0     | 0     | 0     | 0     | 1     | 0     | 3     | 0     | 11           |
| 6    | Hyundai    | 0     | 0     | 0     | 0     | 0     | 1     | 0     | 3     | 1     | 0     | 0     | 0     | 3     | 0     | 8            |
| 7    | Škoda      | 1     | 0     | 3     | 1     | 0     | 0     | 3     | 0     | 0     | 0     | 0     | 0     | 0     | 0     | 8            |

### Copa de Producción
| Pos. | Piloto          | MON | SWE | KEN | POR | ESP | ARG | GRC | NZL | FIN | CYP | FRA | ITA | AUS | GBR | Puntos |
| ---- | --------------- | --- | --- | --- | --- | --- | --- | --- | --- | --- | --- | --- | --- | --- | --- | ------ |
| 1    | Manfred Stohl   | 10  | 3   | 4   | 6   | 4   |     | 4   | 10  | 4   | 3   | 10  | 3   | 4   | 10  | 75     |
| 2    | Gustavo Trelles | 6   |     |     |     | 6   | 10  | 6   | 6   |     | 10  | 6   | 4   | 10  |     | 64     |
| 3    | Gabriel Pozzo   |     |     |     |     |     | 6   | 10  |     |     | 6   |     |     |     |     | 22     |

- Referencias[4]